# Sentani jezici
Sentani jezici, skupina papuanskih jezika koja je nekad vođena kao dio transnovogvinejske porodice, a danas kao dio porodice east bird’s head-sentani. sastoji se od dvije podskupine, to su. a) demta s jezikom sowari [dmy], 1.300 govornika (2000); i sentani vlastiti s tri jezika: nafri [nxx] 1.630 (1975 SIL); sentani [set] 30.000 (1996 SIL); i tabla [tnm] 3.750 (1990 UBS), svi iz indonezijskog dijela otoka Nova Gvineja, u blizini jezera Sentani.

## Vanjske poveznice
- Ethnologue (14th)